# دافيد غوميز
دافيد غوميز (5 سبتمبر 1988 بساو باولو في البرازيل - ) هو لاعب كرة قدم برازيلي في مركز الهجوم. لعب مع بيتار القدس ومكابي أخاء الناصرة ومكابي نتانيا وهبوعيل بتاح تكفا ‏ وHapoel Acre F.C. ‏ وHapoel Afula F.C. ‏ وHapoel Rishon LeZion F.C. ‏ ونادي هبوعيل القدس وMaccabi Sha'arayim F.C. ‏.

## روابط خارجية
- دافيد غوميز على موقع قاعدة بيانات كرة القدم.إي يو (الإنجليزية)
- دافيد غوميز على موقع Soccerway.com (الإنجليزية)